# Lido di Castel Fusano

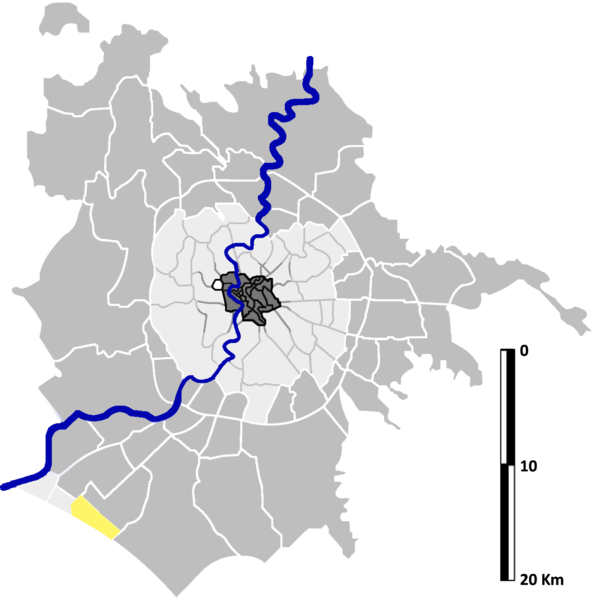
Lage von Lido di Castel Fusano in Rom

Lido di Castel Fusano ist ein Quartier im Südwesten der italienischen Hauptstadt Rom. Es wird als Q.XXXV bezeichnet und ist Teil von Municipio X. Es hat 1296 Einwohner und eine Fläche von 6,1829 km².
Lido di Castel Fusano wurde am 13. September 1961 durch den Sonderkommissar Francesco Diana durch die Aufspaltung des Quartiers Lido di Ostia gegründet.

## Besondere Orte
- Villa Palombara